# Eric Andersen
Eric Andersen (Pittsburgh, Pennsylvania, Estados Unidos, 14 de febrero de 1943) es un cantante y compositor estadounidense residente en los Países Bajos que ha compuesto canciones grabadas por Johnny Cash, Bob Dylan, Judy Collins, Linda Ronstadt, Grateful Dead y otros.
Andersen debutó con el álbum Today is the Highway en 1965 y ha lanzado hasta la fecha más de una veintena de álbumes con temática folk, country y rock. Después de publicar Blue River en 1972, las cintas maestras de su sucesor, Stages, desaparecieron y no fueron reencontradas hasta 1991, cuando fueron publicadas en The Lost Album.
En la década de 1980 se trasladó a Noruega y comenzó a tocar con Jonas Fjeld. Junto con Rick Danko, miembro de The Band, formó el trío Danko/Fjeld/Andersen, que publicó un par de discos entre 1991 y 1994. 

## Discografía
- Today Is The Highway (1965)
- Bout Changes And Things (1966)
- Bout Changes And Things Take 2 (1967)
- More Hits From Tin Can Alley (1968)
- A Country Dream (1969)
- Avalanche (1970)
- Eric Andersen (1970)
- Blue River (1972)
- Stages: The Lost Album (1972)
- Be True To You (1975)
- Sweet Surprise (1976)
- Midnight Son (1980)
- Tight In The Night (1984)
- Istanbul Soundtrack (1985)
- Ghosts Upon The Road (1989)
- Danko/Fjeld/Andersen (1991)
- Ridin' on the Blinds (1994)
- Memory Of The Future (1998)
- You Can't Relive The Past (2000)
- Beat Avenue (2002)
- Street Was Always There: Great American Song Series, Vol. 1 (2004)
- Waves: Great American Song Series, Vol. 2 (2005)
- Blue Rain (2007)
- So Much on My Mind: The Anthology (1969–1980) (2007)